# Ondertrouw
Ondertrouw of huwelijksaangifte is de benaming die gebruikt wordt voor het aangeven van het voornemen om te trouwen. Het "in ondertrouw gaan" is in België noodzakelijk om te kunnen trouwen. In ondertrouw gaan vindt plaats voor het burgerlijk huwelijk bij de ambtenaar van de burgerlijke stand in de woonplaats van de bruid of de bruidegom (naar keuze). In Nederland hoeven partners sinds 1 september 2015 niet meer naar het gemeentehuis te gaan om een huwelijksaangifte te doen, maar is de traditionele manier van in ondertrouw gaan vervangen door het melden van het voorgenomen huwelijk. In de Katholieke Kerk gebeurt de ondertrouw voor het kerkelijk huwelijk bij de parochiepriester. Deze stap gaat gepaard met een pastoraal gesprek en heeft gewoonlijk plaats bij de parochiepriester van de toekomstige bruid.
De periode van ondertrouw dient om na te kunnen gaan of aan alle wettelijke en kerkrechtelijke eisen voor het aangaan van een huwelijk voldaan is. In de meeste landen mag iemand bijvoorbeeld niet trouwen als hij of zij op hetzelfde moment al met een ander getrouwd is.

## Nederlandse situatie voor het burgerlijk huwelijk
De periode tussen de ondertrouw en het huwelijk ligt niet strikt vast, doch er mag volgens artikel 46 van Boek 1 van het Nederlandse Burgerlijk Wetboek maximaal een jaar en er moeten volgens artikel 62 van datzelfde boek minimaal veertien dagen tussen zitten, tenzij ontheffing van het Openbaar Ministerie is verkregen.
Bij het in ondertrouw gaan ontving het aanstaande bruidspaar mogelijk informatie over de huwelijksvoltrekking, en kan er overlegd worden over de precieze wensen hierover. Per 1 september 2015 is de huwelijksaangifte vervangen door een digitale melding aan de gemeente van het voornemen om te gaan trouwen.

## Belgische situatie voor het burgerlijk huwelijk
In België is men verplicht om maximaal zes maanden en minimaal twee weken voor de trouwdag in ondertrouw te gaan. In het wetboek wordt dit de huwelijksaangifte genoemd. Men moet met documenten aantonen dat je nog niet getrouwd, weduwe, weduwnaar of wettig gescheiden bent. De ondertrouw gebeurt
in de woonplaats van bruid of bruidegom naar keuze, maar in dezelfde gemeente als waar de huwelijksvoltrekking zal plaatsvinden.
De ondertrouwgegevens worden publiek bekend gemaakt. Tot de dag van het huwelijk kan iedereen verzet tegen het huwelijk aantekenen. Zo'n verzet moet wel gemotiveerd zijn, bijvoorbeeld door aan te tonen dat een van de betrokkenen nog steeds gehuwd is.